# Phantazoderus frenatus
Phantazoderus frenatus é uma espécie de coleóptero da tribo Bimiini (Cerambycinae), com distribuição na Argentina e Chile.

## Sistemática
- Ordem Coleoptera
  - Subordem Polyphaga
    - Infraordem Cucujiformia
      - Superfamília Chrysomeloidea
        - Família Cerambycidae
          - Subfamília Cerambycinae
            - Tribo Bimiini
              - Gênero Phantazoderus
                - P. frenatus (Fairmaire & Germain, 1864)